# Kang Yun-mi
Kang Yun-mi (n. 10 februarie 1988, Seul, Coreea de Sud) este o sportivă ce a reprezentat Coreea de Sud, medaliată olimpică. A participat la o ediție a Jocurilor Olimpice (2006) în care a câștigat o medalie de aur.

## Participări
Lista de mai jos prezintă principalele competiții la care a participat Kang Yun-mi de-a lungul carierei.
- short track speed skating at the 2006 Winter Olympics – women's 3000 metre relay[*]